# (38196) 1999 LQ15
1999 LQ15 (asteroide 38196) é um asteroide da cintura principal. Possui uma excentricidade de 0.29777930 e uma inclinação de 15.00515º.
Este asteroide foi descoberto no dia 12 de junho de 1999 por LINEAR em Socorro.